# Puyehue (vulkan)
Vulkanen Puyehue utgör ett stort bergsmassiv i Anderna i Los Ríos. 
Medan Puyehue med sin 2 236 m höga kon utgör den mest prominenta landformen, hyser området omkring ett landskap av lavafält, lavadomer, scoriakoner, och heta källor (gejsrar). Puyehuevulkanen är sammanlänkad med två andra vulkaner, Cordillera Nevadas kaldera och sprickvulkanen Cordón Caulle. I vulkanologiska sammanhang betraktas de ofta som en vulkan eller ett system. Puyehue hade ett utbrott 1990 då en mindre tuffkon bildades i Cordón Caulle. I mitten av 2011 hade vulkanen sitt senaste utbrott, ett utbrott som bland annat orsakade inställda flyg så långt bort som i Australien och Nya Zeeland. Vulkanens mest kända utbrott inträffade 1960 då Cordón Caulle aktiverades av jordbävningen i Chile 1960, den hittills kraftigaste som har registrerats, och påbörjade ett sub-plinianskt utbrott som varade från den 24 maj till den 22 juli samma år. Utbrottet skapade mängder av ryolitiskt pyroklastiskt material samt lavafält i vulkanens södra sluttningar.      